# Jorge Carpizo MacGregor
Jorge Carpizo MacGregor (San Francisco de Campeche, 2 de abril de 1944 – Ciudad de México, 30 de marzo de 2012) fue un abogado, jurista y político mexicano que ocupó destacados cargos públicos, entre ellos el de rector de la Universidad Nacional Autónoma de México, presidente de la Comisión Nacional de los Derechos Humanos, procurador General de la República y secretario de Gobernación del gobierno mexicano.

## Biografía
Jorge Carpizo MacGregor fue doctor en Derecho por la Universidad Nacional Autónoma de México (UNAM), investigador emérito de la UNAM adscrito al Instituto de Investigaciones Jurídicas, investigador nacional nivel 3 del Sistema Nacional de Investigadores y presidente del Instituto Iberoamericano de Derecho Constitucional. 
Sus estudios preparatorios los realizó en la Universidad La Salle de la Ciudad de México (1961-1962) y la licenciatura en la Facultad de Derecho de la UNAM (1963-1968); la maestría en Derecho en The London School of Economics and Political Science (1969-1970); doctor en Derecho por la UNAM (1978).
Se inició en la UNAM como subdirector general de la Dirección General de Asuntos Jurídicos, posteriormente abogado general. También en la UNAM fue rector (durante la huelga de 1986-1987), coordinador de Humanidades, director del Instituto de Investigaciones Jurídicas y presidente de la Comisión Editorial.
Durante su gestión como rector presentó el documento denominado Fortaleza y debilidad de la UNAM y basado en él, propuso una serie de reformas encaminadas a lograr la excelencia universitaria. Entre estas reformas destaca su intento por reducir los alcances del "Pase automático", propuesta que influyó considerablemente en la UNAM y que trajo como consecuencia la huelga de 1986, en la que se buscaba que el consejo universitario eliminara las reformas concernientes al "Pase automático".
De 1986 a 1989, fue presidente del Consejo Ejecutivo de la Unión de Universidades de América Latina (UDUAL). Fue vicepresidente de la Asociación Iberoamericana del Ombudsman, secretario general ejecutivo del Instituto Iberoamericano de Derecho Constitucional y presidente del Bhavan de La India en México.
Ocupó los cargos de ministro numerario de la Suprema Corte de Justicia de la Nación, presidente fundador de la Comisión Nacional de los Derechos Humanos, procurador general de la República, secretario de Gobernación y embajador de México en Francia.
Participó en 112 congresos de carácter jurídico, tanto en México como en otros países. Impartió alrededor de 150 conferencias en instituciones académicas y judiciales de México, Alemania, Argentina, Bélgica, Brasil, Canadá, Chile, Colombia, España, Estados Unidos de América, Francia, Guatemala, Gran Bretaña, Honduras, Italia, Israel, Portugal, Suecia y Uruguay.
Contribuyó en la redacción de treinta y un proyectos de reformas constitucionales y legislativas.
Perteneció a numerosas asociaciones profesionales y académicas: entre otras, el Instituto de Derecho Político y Constitucional de la Universidad de La Plata y de la Academia Brasileira de Letras Jurídicas; fue miembro asociado de la Académie Internationale de Droit Comparé; miembro honorario del Instituto de Derecho Constitucional de la Universidad Nacional de Córdoba, Argentina; del Instituto de Estudios Constitucionales Carlos Restrepo Piedrahíta de Colombia, y miembro de la Société de Législation Comparée de Francia. 
En su juventud fue ferviente católico y filatelista. Sus padres fueron Óscar Carpizo Berrón y Luz María MacGregor Dondé.
Falleció el 30 de marzo de 2012 en la Ciudad de México por complicaciones médicas preoperatorias.

## Carrera política
Al concluir su cargo como rector de la UNAM fue designado ministro de la Suprema Corte de Justicia de la Nación y en 1990 el entonces presidente Carlos Salinas de Gortari lo nombró primer presidente de la Comisión Nacional de los Derechos Humanos hasta 1993, cuando lo designa procurador general de la República. En 1994 y ante la crisis política causada por el alzamiento del Ejército Zapatista de Liberación Nacional (EZLN) en Chiapas, Carlos Salinas lo nombró secretario de Gobernación, desde donde condujo el proceso electoral de 1994. El presidente Ernesto Zedillo lo nombró embajador de México en Francia (17 de julio de 1995 - 7 de septiembre de 1995).

## Reconocimientos
Recibió 96 premios y distinciones, entre ellos se pueden mencionar: el Premio de Investigación en Ciencias Sociales de la Academia de la Investigación Científica de México (actual Academia Mexicana de Ciencias) en 1982, la Medalla Henri Capitant de Francia, el nombramiento de Maestro Honoris Causa de la Universidad Autónoma de Querétaro, la Eisenhower Fellowship, los Doctorados Honoris Causa de las universidades Externado de Colombia, Autónoma de Campeche, de Tel-Aviv, Western California School of Law, de la Complutense de Madrid, de Colima, de Calgary, de Canadá, de Xalapa y Autónoma de Chiapas; los premios de derechos humanos "Continental" y "René Cassin", la Medalla y el Diploma al Mérito Universitario de la Unión de Universidades de América Latina (UDUAL), la Medalla al Mérito Constitucionalista otorgada por el Senado de la República y la Medalla Justo Sierra Méndez otorgada por el gobierno de Campeche; en enero de 2012 la Universidad Autónoma de Chiapas le otorgó un doctorado honoris causa.
En reconocimiento a la trayectoria de Jorge Carpizo, universitario, jurista, académico, investigador y servidor público, la Facultad de Derecho de la UNAM, por acuerdo de su Consejo Técnico, dio su nombre al edificio de la División de Estudios de Posgrado. Asimismo, el Instituto de Investigaciones Jurídicas de la UNAM https://www.juridicas.unam.mx/ le confirió a su biblioteca el nombre de "Dr. Jorge Carpizo", a manera de homenaje al investigador, y la Dirección General de Estudios de Legislación Universitaria (DGELU) de la Oficina del Abogado General de la UNAM, puso su nombre a su biblioteca "Jorge Carpizo", donde se conservan algunos ejemplares de su biblioteca particular y se resguarda la legislación universitaria[cita requerida]https://www.dgelu.unam.mx/.

## Obras
Publicó 21 libros, entre los que destacan:
- La Constitución de Querétaro, tesis de licenciatura.
- La Constitución Mexicana de 1917 (1969)[9]
- Federalismo en Latinoamérica (1973)
- El presidencialismo mexicano (1978)[10]
- Estudios constitucionales (1980)[11]
- Las experiencias del proceso político constitucional en España y México (1980)
- Mario de la Cueva (1981)
- La UNAM hoy y su proyección al futuro: Una biografía de las ideas de Jorge Carpizo, rector. (1987)[12]
- Derecho constitucional (1991)
- Derechos humanos y ombudsman (1993)[13]
- Problemas actuales del derecho constitucional: Estudios en homenaje a Jorge Carpizo (1994)[14]
- Derecho a la información y derechos humanos (2000)
- El expediente Posadas a través de la lupa jurídica: Averno de impunidades (2004)
- Derechos humanos, aborto y eutanasia (2010)[15][16]

En coautoría:
- Introducción al derecho mexicano: Derecho constitucional (1983, con Jorge Madrazo)[17]
- Elecciones, diálogo y reforma, México, 1994, Volumen 1 (1995, con Jorge Alcocer y Eugenia Huerta)[18]

Escribió 87 artículos y 507 trabajos de menor extensión para revistas especializadas. Varias de sus obras han sido traducidas a otros idiomas: inglés, francés, alemán e italiano.